# 曾珮瑜
曾珮瑜（1978年6月21日—），台灣模特兒、演員。在高中畢業後曾任總機人員，大學畢業後回到台灣擔任網站編輯，因兼職拍攝電視廣告開始嶄露頭角，被譽為新生代廣告天后；之後活躍於各時尚雜誌，成為時尚模特兒。2008年因參演電影《停車》受到矚目，2011年以《與愛別離》入圍第46屆金鐘獎迷你劇集／電視電影女主角，2019年以首部Netflix與台灣合作的影集《雙城故事》入圍第54屆金鐘獎戲劇節目類最佳女主角。

## 電影
| 首播日期 | 電影名稱               | 演出角色       | 導演   | 合作演員                 |
| 2008年   | 《蠍子》               | 早夜           | 馬偉豪 | 水野美紀、李璨琛、郭品超 |
| 2008年   | 《停車》               | 李薇           | 鍾孟宏 | 張震、桂綸鎂、戴立忍     |
| 2009年   | 《戰無雙》             | Susan          | 熊欣欣 | 李璨琛、蒋璐霞           |
| 2010年   | 《一頁台北》           | 媛媛           | 陳駿霖 | 郭采潔、張孝全           |
| 2011年   | 《消失打看》           | Vicky          | 陳宏一 | 謝欣穎、邱勝翊           |
| 2011年   | 《與愛別離》           | 玉華           | 林孝謙 | 尹昭德、周姮吟           |
| 2012年   | 《戀愛恐慌症》         | 女製作人       | Rocky  | 林依晨、陳柏霖           |
| 2012年   | 《不倒翁的奇幻旅程》   | 田妻           | 林福清 | 金士傑、賴雅妍           |
| 2012年   | 《南方小羊牧場》       | 沈怡           | 侯季然 | 柯震東、簡嫚書           |
| 2013年   | 《華麗緣》             | 倪歡           | 施君涵 | 李千娜、高英軒           |
| 2013年   | 《微光閃亮第一個清晨》 | 伊蓮           | 王逸白 | 吳慷仁、李維維           |
| 2014年   | 《第七謊言》           | Julianne       | 孔令政 | 鄭中基、何超儀           |
| 2015年   | 《青田街一號》         | 東大路六號     | 李中   | 張孝全、隋棠             |
| 2015年   | 《234說愛你》          | 寶姐           | 張瑋真 | 林依晨、秦昊             |
| 2016年   | 《櫥窗人生》           | 許麗珍         | 薛寶堅 | 許騰介、陳為民           |
| 2017年   | 《美好的意外》         | 中轉站諮詢台   | 何蔚庭 | 桂綸鎂、陳坤             |
| 2018年   | 《上岸的魚》           | 吳雅紀         | 賴國安 | 鄭人碩、白潤音           |
| 2018年   | 《角頭2：王者再起》    | 邱美娟(仁嫂)   | 顏正國 | 王識賢、高捷             |
| 2020年   | 《破處》               | 萬德蓮         | 林立書 | 吳肇軒、楊懿軒、郭文頤   |
| 2020年   | 《無聲》               | 小光母親       | 柯貞年 | 劉子銓、陳姸霏、劉冠廷   |
| 2021年   | 《角頭—浪流連》        | 邱美娟（仁嫂） | 姜瑞智 | 鄭人碩、謝欣穎、柯叔元   |
| 2023年   | 《做工的人》           | 美鳳           | 鄭芬芬 | 李銘順、薛仕凌           |
| 2023年   | 《BIG》                | 是延媽         | 魏德聖 | 黃鐙輝、謝以樂           |
| 2023年   | 《周處除三害》         | 蕭湘湘         | 黃精甫 | 阮經天、王淨、李李仁     |
| 2024年   | 《夏日的檸檬草》       | 程奕媽         | 賴孟傑 | 李沐、曹佑寧、婁峻碩     |
| 2025年   | 《角頭—鬥陣欸》        | 邱美娟（仁嫂） | 姜瑞智 | 王識賢、高捷             |

### 電影短片
| 首播日期 | 短片名稱         | 演出角色 | 導演   | 合作演員               |
| 2009年   | 《片刻暖和》     | 蕙蕙     | 溫知儀 | Adinia Wirasti、劉引商 |
| 2009年   | 《阿踩的明星夢》 | 黃蓮     | 溫知儀 | 紀家盈、陳慕義         |
| 2011年   | 《10+10-初登場》 | 紅歌星   | 陳國富 | 王丁筑                 |
| 2013年   | 《遺書》         | 女作家   | 黃柏瑋 | 魯文學                 |

## 電視劇
| 首播日期 | 電視劇名稱              | 演出角色 | 導演           | 合作演員                                                                             | 播出頻道           |
| 2008年   | 《天平上的馬爾濟斯》    | 涂青芸   | 王明台         | 李康宜、林佑威                                                                       | 公共電視           |
| 2009年   | 《王子看見二公主》      | 張綺     | 瞿友寧、林合隆 | 郭品超、陳庭妮                                                                       | 華視               |
| 2011年   | 《告訴我你愛我》        | 鄭小冉   | 馮興華         | 劉濤、丁春誠                                                                         | 江西衛視           |
| 2011年   | 《真心請按兩次鈴》      | 楊凱莉   | 林清振         | 何潤東、張鈞甯                                                                       | 華視、東森戲劇台   |
| 2012年   | 《歌謠風華-初聲》       | 優香     | 葉鴻偉、凃家銘 | 黃騰浩、周幼婷                                                                       | 公視               |
| 2014年   | 《流氓蛋糕店[22]》      | 凌奈奈   | 北村豐晴       | 藍正龍、長澤雅美                                                                     | 台視、八大綜合台   |
| 2016年   | 《遺憾拼圖》            | 李嘉薇   | 劉彥甫         | 楊貴媚、謝佳見                                                                       | 台視、TVBS歡樂台   |
| 2016年   | 《滾石愛情故事-傷痕》   | 尹蓁     | 柯翰辰         | 張本渝、加賀美智久                                                                   | 公共電視           |
| 2016年   | 《北上廣依然相信愛情》  | 洪朵朵   | 李駿、牟曉杰   | 陳妍希、朱亞文、張鐸                                                                 | 浙江衛視           |
| 2017年   | 《深夜食堂-彼岸花開》   | 麗莎     | 蔡岳勳         | 海清、李洺中                                                                         | 北京衛視、浙江衛視 |
| 2018年   | 《雙城故事》            | Jo       | 葉天倫         | 陳怡蓉、溫昇豪                                                                       | 公視               |
| 2019年   | 《最佳利益》            | 蔡妙如   | 林立書         | 天心、鍾承翰                                                                         | 華視、中天綜合台   |
| 2019年   | 《俗女養成記》          | 陳明雅   | 嚴藝文、陳長綸 | 謝盈萱、陳竹昇、楊麗音                                                               | 華視               |
| 2021年   | 《第三佈局 塵沙惑》     | 蘇麗珍   | 洪伯豪         | 莊凱勛、張榕容、劉冠廷、喜翔、魏蔓                                                   | ViuTV、Catchplay   |
| 2021年   | 《超感應學園》          | 培安媽   | 林彥廷 (導演)  | 蔡凡熙、劉奕兒                                                                       | 八大戲劇台         |
| 2021年   | 《逆局》                | 張逸帆   | 莊絢維、陳冠仲 | 周渝民、張榕容、曾敬驊、李銘順、朱軒洋                                               | 愛奇藝             |
| 2021年   | 《誰在你身邊》          | 瞳母     | 何潤東         | 徐若瑄、張鈞甯、莊凱勛                                                               | HBO Asia           |
| 2023年   | 《最佳利益2－決戰利益》 | 蔡妙如   | 林立書、鄒奕笙 | 天心、溫昇豪、禾浩辰、邱凱偉                                                         | 公視、八大戲劇台   |
| 2023年   | 《最佳利益3－最終利益》 | 蔡妙如   | 林立書、鄒奕笙 | 天心、溫昇豪、禾浩辰、邱凱偉                                                         | 公視、八大戲劇台   |
| 2024年   | 《茁劇場—非殺人小說》   | 方艾梅   | 柯貞年         | 劉冠廷、王淨、隋棠、劉亮佐、柯叔元、張詩盈、張書豪                                   | 八大戲劇台         |
| 2024年   | 《島嶼協奏曲》          | 阿君     | 卓翔           | 何洛瑤、夏靖庭                                                                       | ViuTV              |
| 2026年   | 《沉默的審判》          |          | 黃精甫         | 阮經天、王淨、陳以文、袁富華、賈靜雯、宋芸樺、薛仕凌、謝欣穎、李銘忠、葉全真、張孝全 |                    |
| 拍攝中   | 《便利商店》            |          | 王鼎霖         |                                                                                      |                    |

### 迷你劇集/電視電影
| 首播日期 | 迷你劇集/電視電影名稱    | 演出角色 | 導演           | 合作演員                   | 播出頻道          |
| 2009年   | 《煙花時分》             | 余子潔   | 陳秀玉         | 吳中天、陸弈靜             | 公共電視          |
| 2011年   | 《臺北孔廟三部曲》       | 爾俐     | 曾能琪         | 周詠軒                     | YouTube           |
| 2011年   | 《美麗旅程》             | 葉由菱   | 陳俊任         | 張勛傑                     | 公共電視          |
| 2016年   | 《登入晚餐》             | 安琪     | 張志威         | 丁強、陳家逵               | 公共電視          |
| 2017年   | 《濁流》                 | 雯綺     | 莊絢維         | 張睿家、張翰               | 公共電視          |
| 2017年   | 《外鄉女-黑美人》        | 沈紫英   | 葉天倫         | 柯叔元、傅小芸             | 民視              |
| 2017年   | 《層層摺起的寂寞》       | 蕙老師   | 溫知儀         | 于卉喬、邱苡晰             | 公共電視          |
| 2018年   | 《業務員之死》           | 李茜語   | 馬慶鐘         | 謝祖武、許乃涵             | 公共電視          |
| 2019年   | 《天涯小逃犯》           | 岳荷     | 周美玲         | 巫建和、王少偉             | 緯來電影台        |
| 2020年   | 《做工的人》             | 美鳳     | 鄭芬芬         | 李銘順、苗可麗、柯叔元     | HBO Asia、myVideo |
| 2021年   | 《討債女王》             | 顧美惠   | 張修誠         | 張洛偍、王丁筑、張哲豪     | 公視台語台        |
| 2021年   | 《2049－刺蝟法則》       | 姚靖     | 許立達、朱建青 | 林子熙、莫允雯、郭汶欣     | 台視、myVideo     |
| 2022年   | 《村裡來了個暴走女外科》 | 陶美惠   | 賴孟傑         | 蔡淑臻、杜姸、張再興、風田 | 公共電視          |

## 音樂錄影帶
| 上線日期 | 作品名稱               | 歌手           | 導演   |
| 2007年   | 《好久不見》           | 張學友         | 黃中平 |
| 2007年   | 《同行》               | 郭品超         | 林錦和 |
| 2007年   | 《她要我 她不愛我》    | 任賢齊         | 周格泰 |
| 2007年   | 《一眼瞬間》           | 張惠妹、蕭敬騰 | 林錦和 |
| 2008年   | 《那些女孩教我的事》   | 品冠           | 馬宜中 |
| 2009年   | 《Everything》         | 王力宏         | 王力宏 |
| 2011年   | 《為你我想做更好的人》 | 品冠           | 游紹   |
| 2011年   | 《Letting go》         | 蔡健雅         | 傅天余 |
| 2019年   | 《我不要多幸福》       | 陶晶瑩         | 傅天余 |

## 品牌代言
| 年份   | 品牌                   | 合作產品               | 備註             |
| 2007年 | 《飛柔PERT》           | 《人蔘洗髮精》         | 大中華區廣告代言 |
| 2007年 | 《奧黛莉》             | 《素體美人內衣》       | 品牌代言人       |
| 2012年 | 《雅詩蘭黛公司-Osiao》 | 《亞洲高級護膚品系列》 | 全球代言人       |

### 專輯封面出演
| 上線日期 | 專輯名稱       | 歌手 | 唱片公司                     |
| 2004年   | 《因此更美麗》 | 齊豫 | 金牌大風音樂文化股份有限公司 |
| 2004年   | 《所以變快樂》 | 齊豫 | 金牌大風音樂文化股份有限公司 |

## 廣告
| 作品名稱                                         |
| 《台北市政府93年宣導短片 城市新美學》            |
| 《台北市政府96年宣導短片 都市更新篇》            |
| 《行政院教育改革公益廣告》                       |
| 《綠中海房地產》                                 |
| 《竹城輕井澤房地產代言》                         |
| 《代官山房地產代言》                             |
| 《三菱汽車》                                     |
| 《奇美平面液晶電視》                             |
| 《統一企業 統一麵 時尚篇》                       |
| 《理光數位相機R2 靈異篇》                        |
| 《必勝客》                                       |
| 《Webs-TV 上班族篇》                             |
| 《雅虎奇摩知識家》                               |
| 《OKWAP美人心機》                                |
| 《台新銀行JCB玫瑰卡 一生懸命篇》                 |
| 《台灣大哥大CATCH》                              |
| 《天堂II》                                       |
| 《EXTRA口香糖 醫師篇》                           |
| 《3M護手霜》                                     |
| 《品客減脂系列洋芋片 人檯篇》                    |
| 《捷元e樂園 電車男篇》                           |
| 《永慶房屋 導盲犬篇》                            |
| 《德芙巧克力 高跟鞋篇》                          |
| 《自然美NB1 天使篇/深層美白篇》                  |
| 《NB自然美Fonperi》                              |
| 《膳魔師 太太篇/相爭篇》                         |
| 《HONDA ALL NEW CR-V 風車篇》                    |
| 《嬌生美體主張 24小時水感/找回身體的感覺》       |
| 《波蜜一日蔬果 電扶梯篇/捷運篇》                 |
| 《陳季敏服飾形象廣告》                           |
| 《YES!TV 誰殺了名模》                            |
| 《河南旅遊局形象廣告》                           |
| 《康師傅清蜜星體驗 獅子座篇》                    |
| 《廣州頤和地產互動網路公益電影 云雨天三部曲》    |
| 《Matisse好久不見 waiter篇》                     |
| 《統一企業 統一麵 小時光麵館－灰熊失禮生日快樂》 |

## 獎項紀錄
| 年份   | 頒獎典禮                 | 獎項                          | 影片             | 角色   | 結果 |
| 2009年 | 第11屆台北電影節         | 最佳新演員獎                  | 《停車[31]》     | 李薇   | 獲獎 |
| 2010年 | 第二屆澳門國際電影節     | 最佳女主角獎                  | 《與愛別離[32]》 | 玉華   | 提名 |
| 2011年 | 第46屆金鐘獎             | 迷你劇集/電視電影最佳女主角獎 | 《與愛別離[33]》 | 玉華   | 提名 |
| 2013年 | 第7屆西寧FIRST青年電影展 | 最佳演員獎                    | 《華麗緣[34]》   | 倪歡   | 提名 |
| 2019年 | 第54屆金鐘獎             | 戲劇節目最佳女主角獎          | 《雙城故事[35]》 | Jo     | 提名 |
| 2024年 | 第26屆台北電影獎         | 最佳女配角獎                  | 《周處除三害》   | 蕭湘湘 | 提名 |

## 外部連結
- 曾珮瑜 Peggy Tseng的Facebook專頁
- 曾珮瑜 Peggy Tseng Pei Yu的Instagram帳戶
- 曾珮瑜Peggy的新浪微博
- 曾珮瑜Peggy後援會 （页面存档备份，存于）
- 曾珮瑜在香港影庫上的簡介